# Thera nigrofasciata
Thera nigrofasciata är en fjärilsart som beskrevs av Hoffmann 1917. Thera nigrofasciata ingår i släktet Thera och familjen mätare. Inga underarter finns listade i Catalogue of Life.